# 니시카와 다카노리
니시카와 다카노리(일본어: 西川貴教, 1970년 9월 19일 ~ )는 일본의 가수이자 배우이다. 1989년 비주얼계 밴드 Luis-Mary의 보컬로 데뷔했으나 1993년에 밴드가 해체되었다. 1995년에 프로듀서 아사쿠라 다이스케를 만나 솔로 가수로 다시 데뷔했으며 1996년 솔로 프로젝트 T.M.Revolution으로 활동하기 시작했다. 2005년에는 락 밴드 abingdon boys school의 보컬로 활동하기 시작했다.

## 같이 보기
- TM NETWORK